# Gamla stan

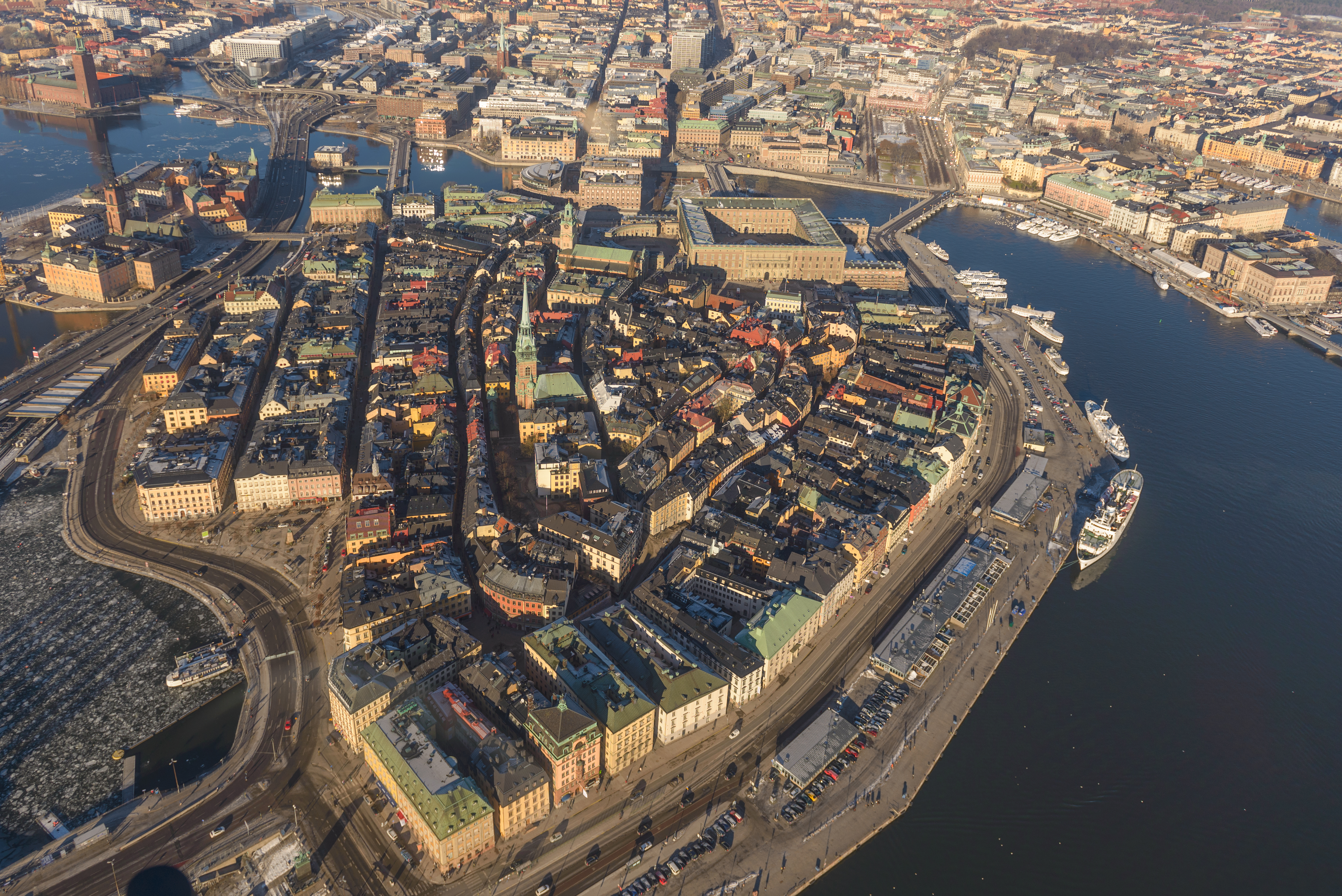
Luftbild der Gamla stan, 2013

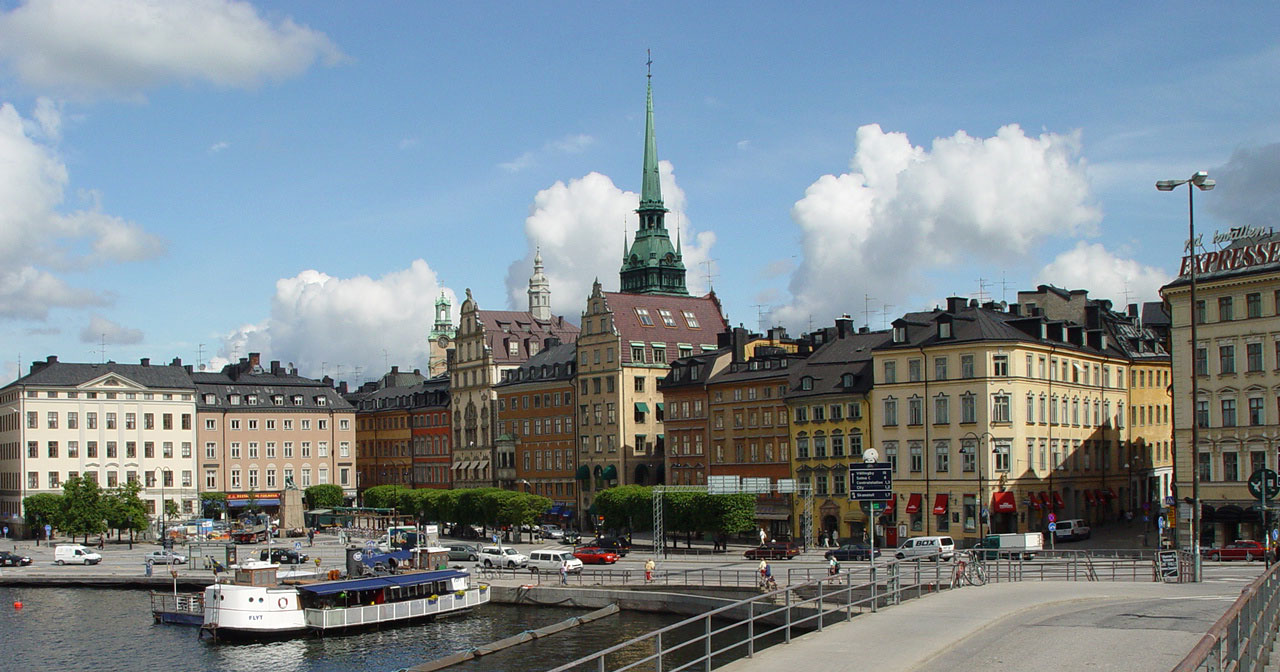
Blick auf die Altstadt (gamla stan) mit dem Turm der Deutschen Kirche (Tyska kyrkan) in der Bildmitte und dem Turm der Nikolaikirche (Storkyrkan) links davon

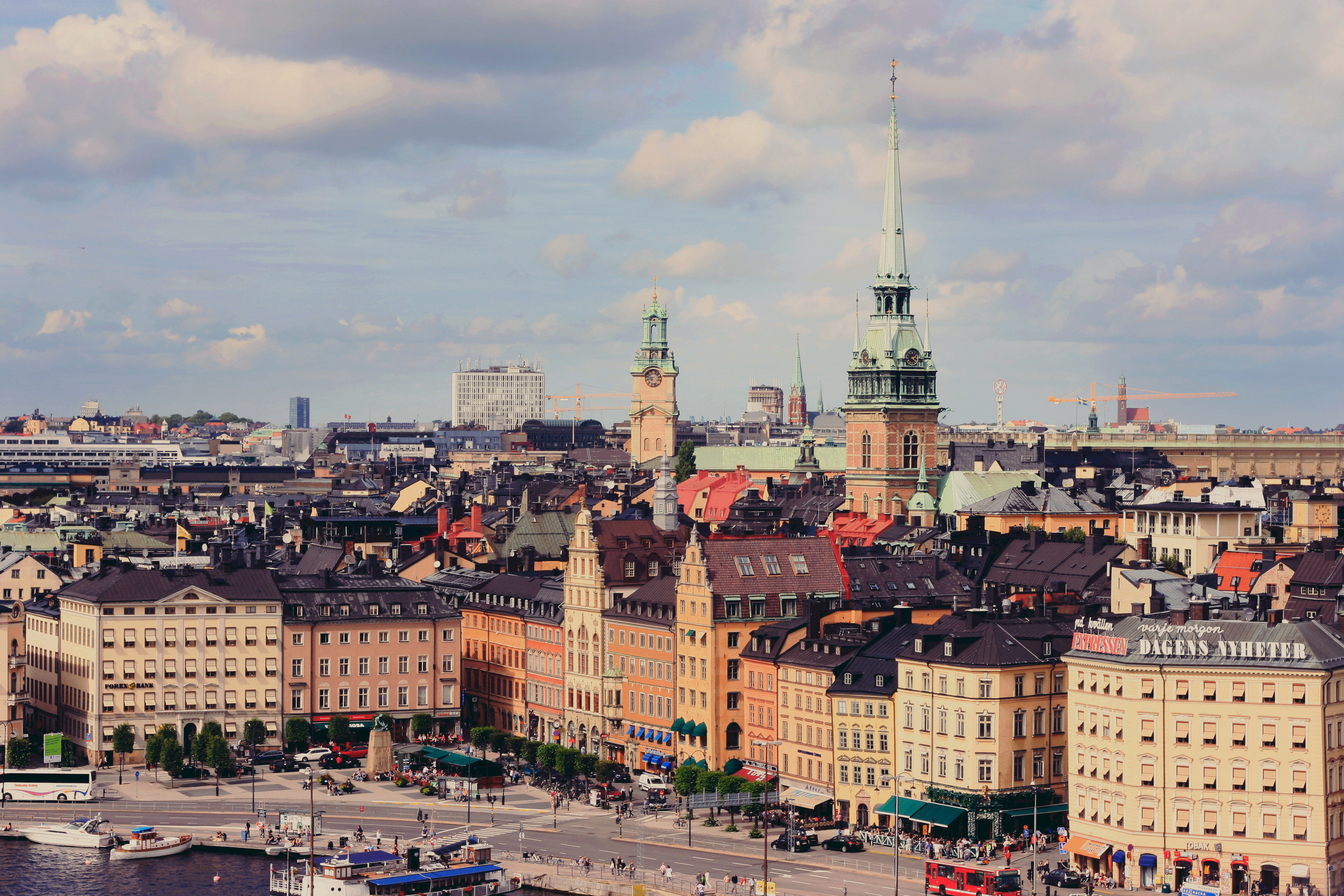
Blick über die Stockholmer Altstadt, 2014

Gamla stan (schwedisch; eigentlich gamla staden, „die Altstadt“) ist die auf der Insel Stadsholmen gelegene Altstadt der schwedischen Hauptstadt Stockholm. Sie liegt im Stadtbezirk Södermalm. In Gamla stan befindet sich das von Nicodemus Tessin dem Jüngeren erbaute Schloss sowie die beiden Kirchen Storkyrkan (Nikolaikirche) und Tyska kyrkan (Deutsche Kirche). In der Storkyrkan befindet sich die herausragende mittelalterliche Reiterplastik des St. Georg mit dem Drachen kämpfend von Bernt Notke, die in der Altstadt auch als Bronzearbeit zu finden ist.

## Baugeschichte
Was heute als Gamla stan bezeichnet wird, war über viele Jahrhunderte das eigentliche Stockholm. Die heutigen zentralen Stadtteile Norrmalm, Södermalm und Östermalm hatten dagegen einen eher ländlichen Charakter. Die ersten Häuser entstanden im 13. Jahrhundert im Schutze der Burg, die Birger Jarl zur Überwachung der Einfahrt in den See Mälaren errichtet hatte. Am zentralen Platz, Stortorget, wurde ein Rathaus gebaut und dahinter entstand die Dorfkirche, aus der später die heutige Nikolaikirche wurde. Vom Platz gingen Straßen, die nach einem unregelmäßigen Muster angelegt wurden, zu den verschiedenen Stadttoren. Die ältesten belegten Straßen sind Köpmangatan (erstmals erwähnt 1323), Skomakargatan (1337) und Svartmangatan (1437).
Im Mittelalter war der Ort von einer Stadtmauer umgeben, die oberhalb der heutigen Straßen Västerlånggatan und Österlånggatan lag. Schon zum Ende des 13. Jahrhunderts begann man den Baugrund der Stadt zu erweitern, indem man die Strände der Insel mit Erde auffüllte. Die Stadtmauer wurde verschoben und das neu gewonnene Gebiet mit Häusern bebaut. Nach einem verheerenden Brand von 1625, der hauptsächlich die südwestlichen Teile der Stadt zerstörte, wurden umfassende Ausgleichsarbeiten durchgeführt, was zur Bildung der schnurgeraden Straßen Stora Nygatan und Lilla Nygatan führte. Zum Ende des 17. Jahrhunderts hatten die Stadtmauern ihre Bedeutung verloren und wurden folgerichtig abgerissen.
Die ältesten Gebäude waren wahrscheinlich Holzhäuser, doch im späten Mittelalter wurden die meisten durch Steinhäuser ersetzt. Später wurden die Fassaden von vielen mittelalterlichen Bauten umgestaltet. Sie erhielten hohe Giebel und reich ausgeschmückte Portale. Im 18. Jahrhundert wurden die Dachformen von vielen Gebäuden geändert und die Fassaden einheitlich verputzt. Im folgenden Jahrhundert erhielten die Häuser an den Einkaufsstraßen repräsentative Schaufenster. Heute gibt es hinter den sichtbaren Fassaden noch eine große Anzahl an mittelalterlichem Mauerwerk. In den Gebäuden findet man häufig mittelalterliche Kellergewölbe, Kalkmalereien des 16. Jahrhunderts, reich verzierte Deckenbalken des 17. Jahrhunderts, hochklassige Innenausstattungen im Rokokostil oder überbordende Dekorationen des 19. Jahrhunderts.

## Verkehr
Die Insel Gamla Stan ist gut mit dem Individualverkehr und mit öffentlichen Verkehrsmittel zu erreichen. An der Station Gamla stan halten die Gröna- und Röda linjen der Stockholmer U-Bahn. Weiterhin fahren diverse Buslinien über die Insel und haben dort Haltestellen. Für den Individualverkehr ist die Insel über Vasabron, Norrbro und Strömbron aus Richtung Norrmalm zu erreichen. Aus Södermalm erreicht man Gamla Stan über den Verkehrsknoten Slussen. Die Brücke Centralbron führt über die Insel, hat dort jedoch keine Zu- oder Abfahrt.

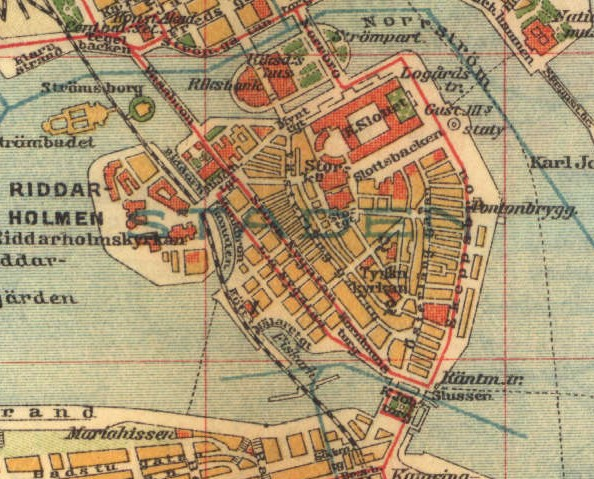
Karte der Stockholmer Altstadt von 1910
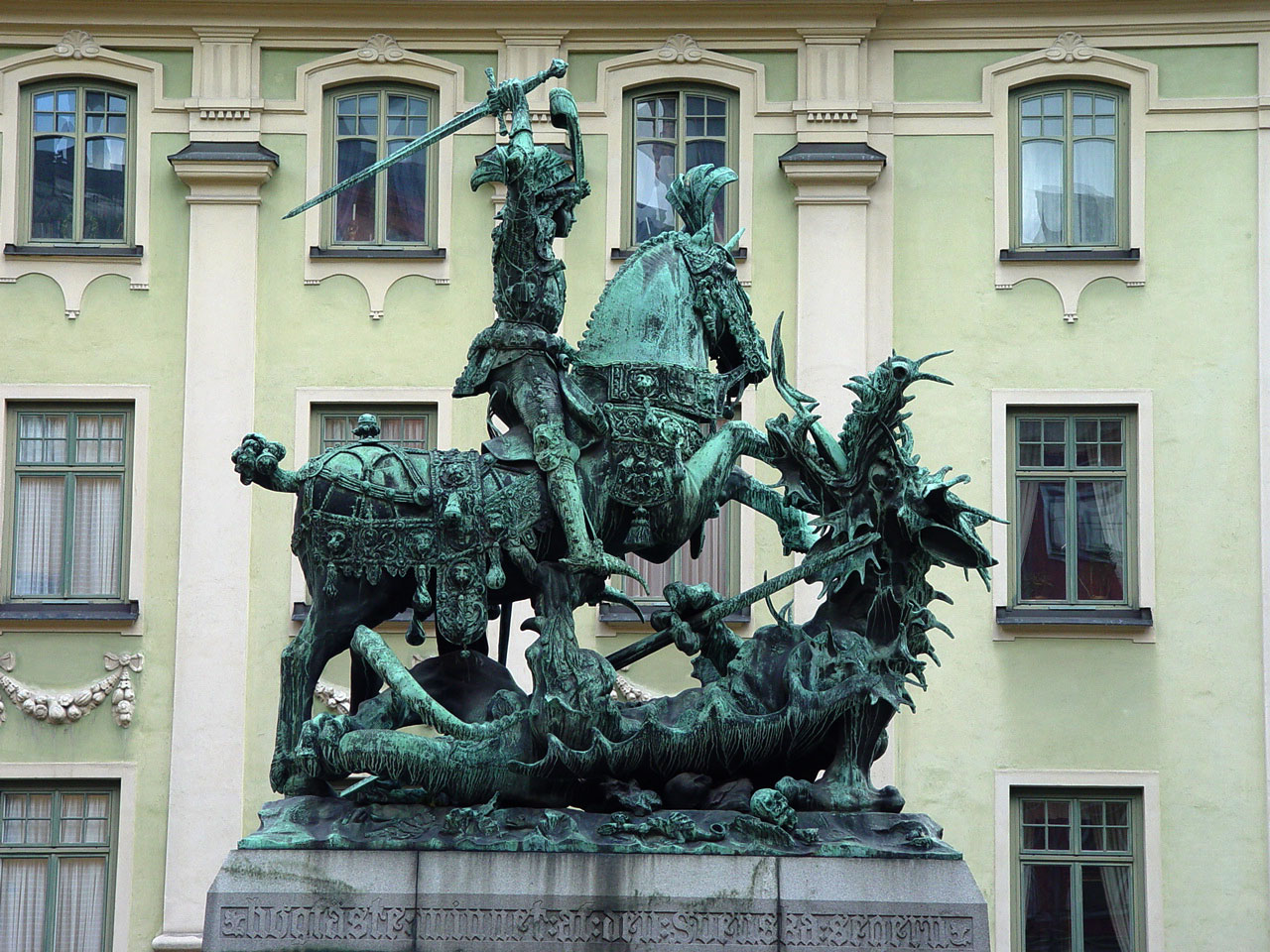
St. Georg und der Drache (Entwurf Bernt Notke)
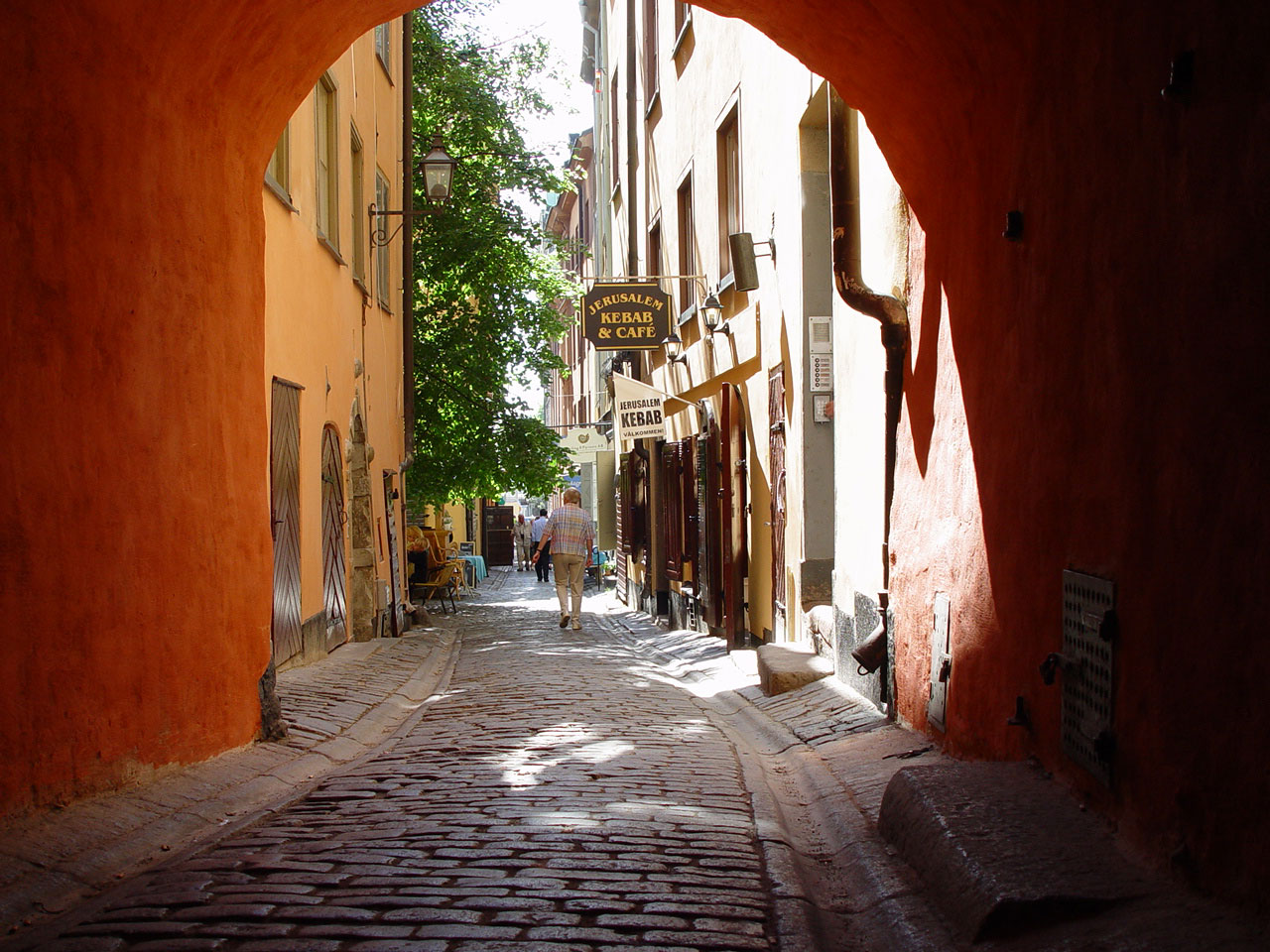
Altstadtgasse
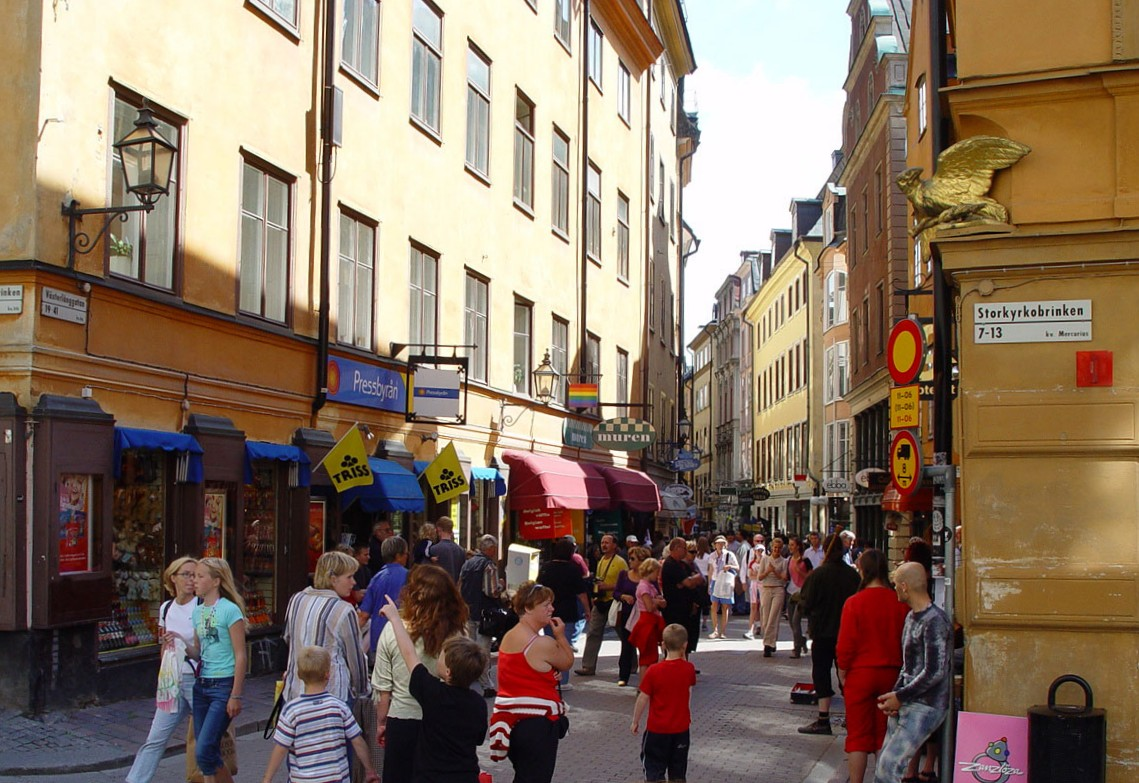
Altstadtgasse
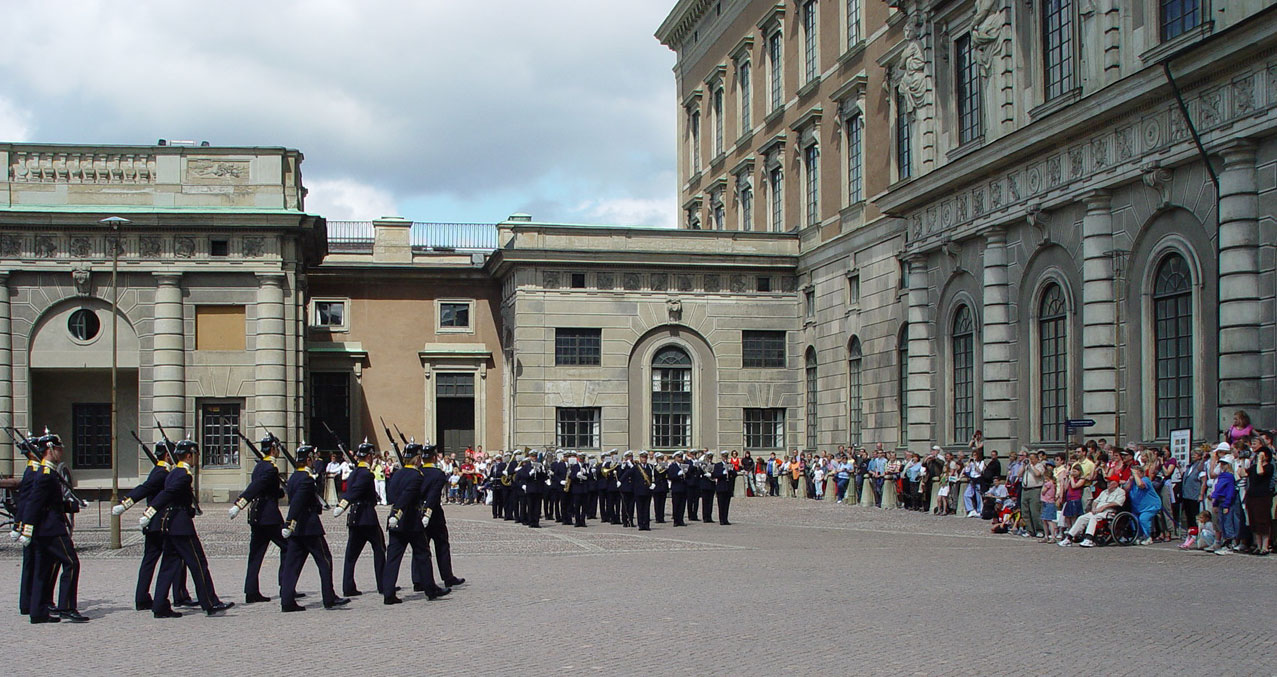
Wachwechsel am Schloss

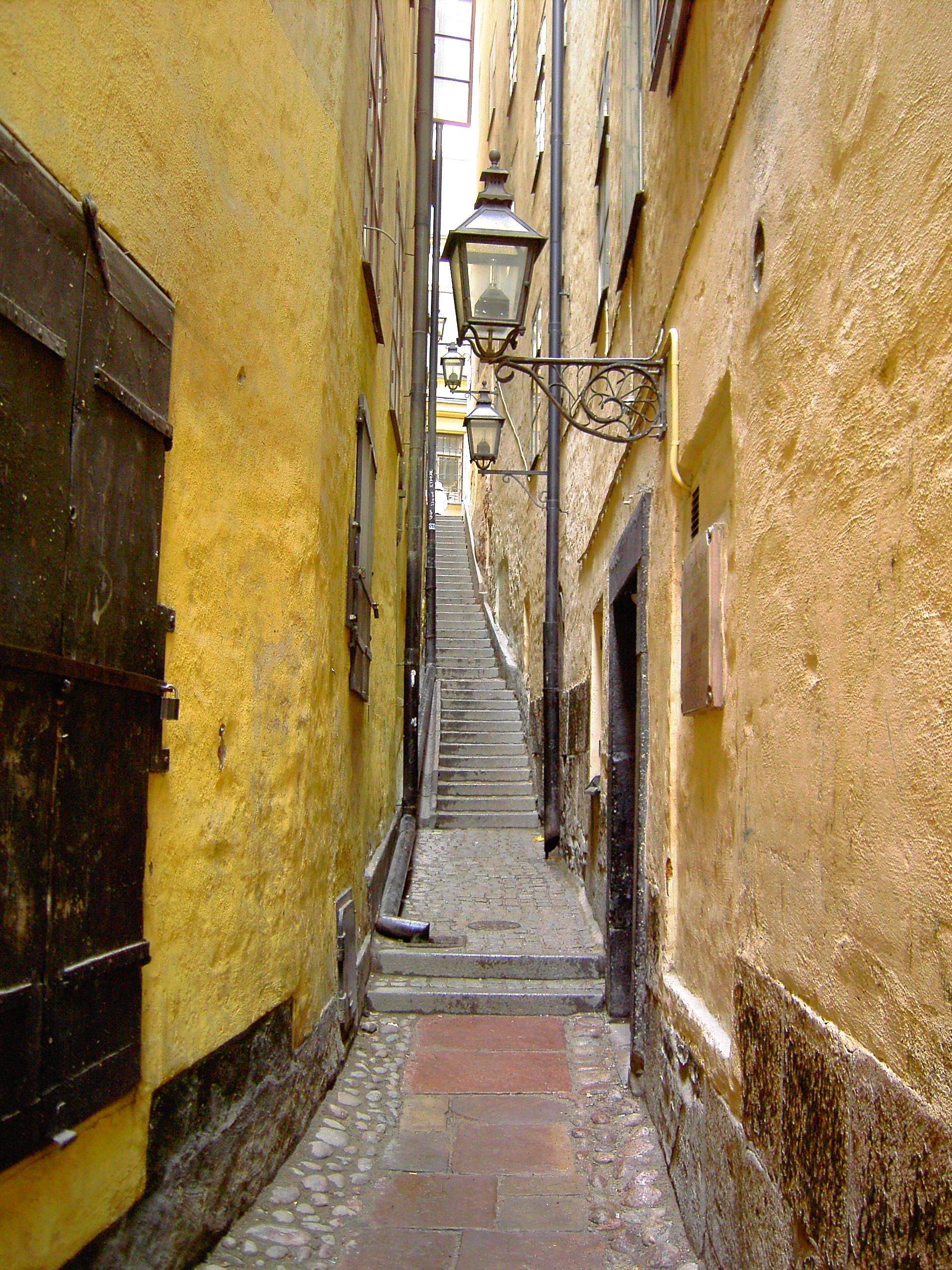
Mårten Trotzigs Gränd
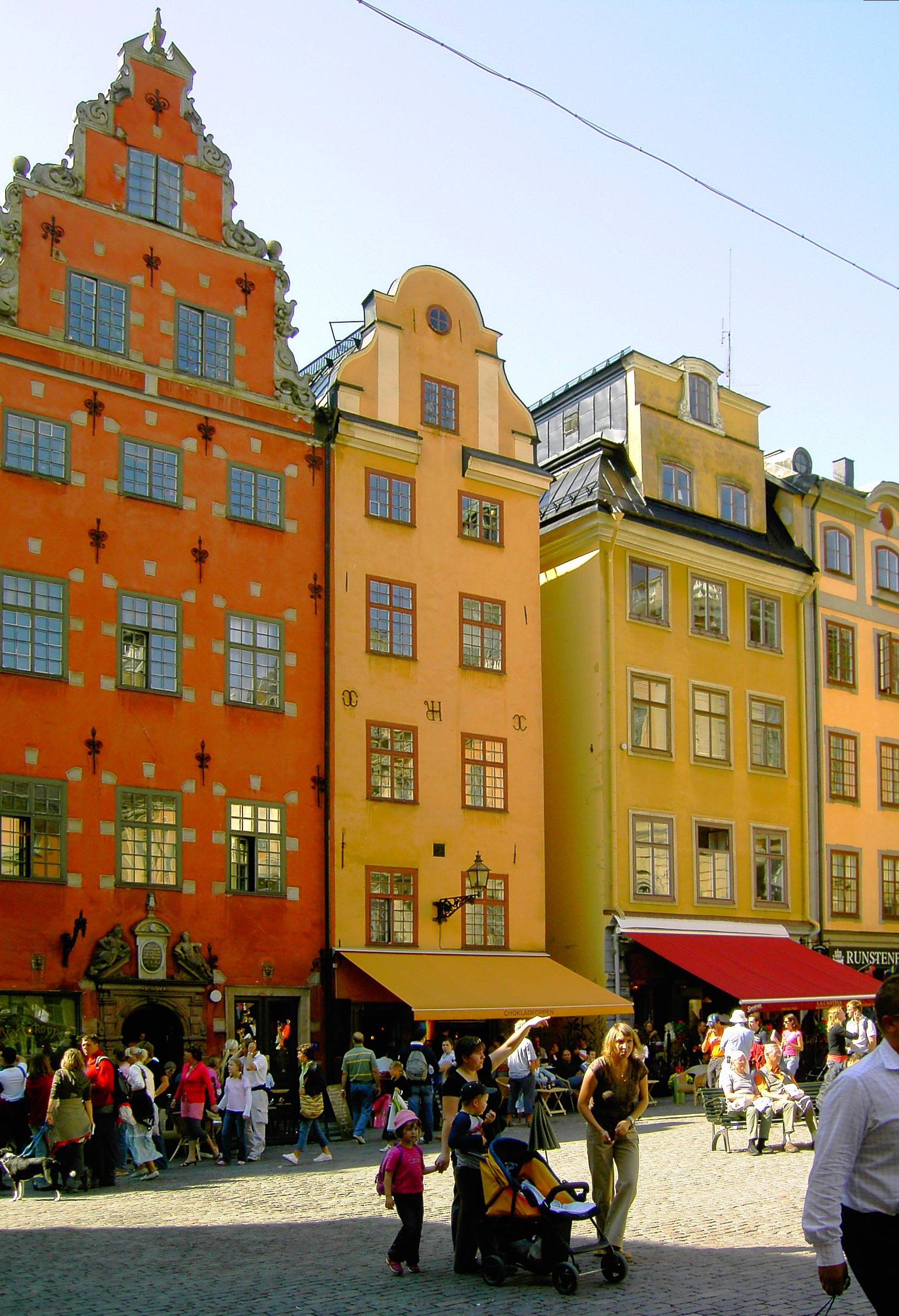
Stortorget
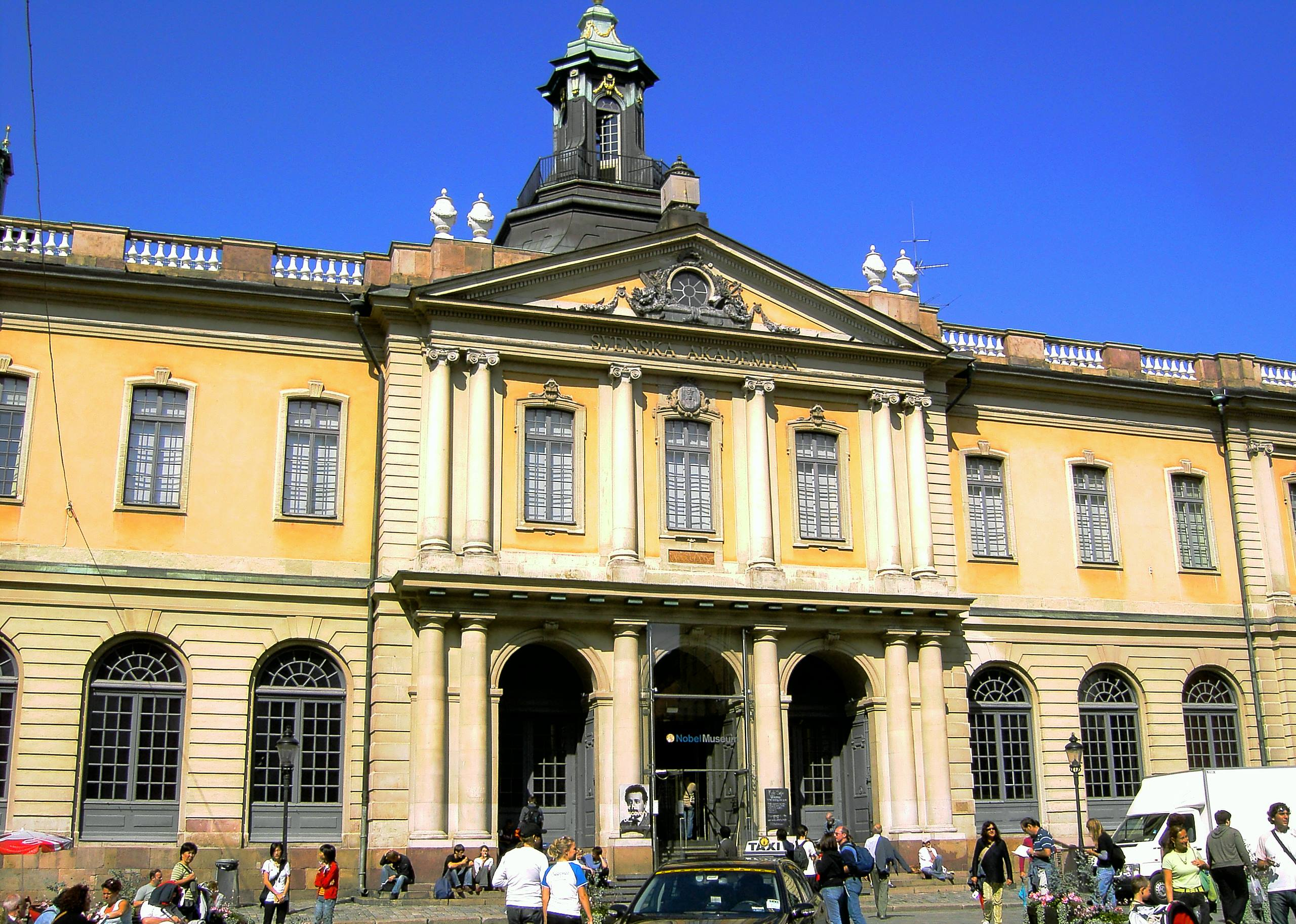
Svenska Akademien
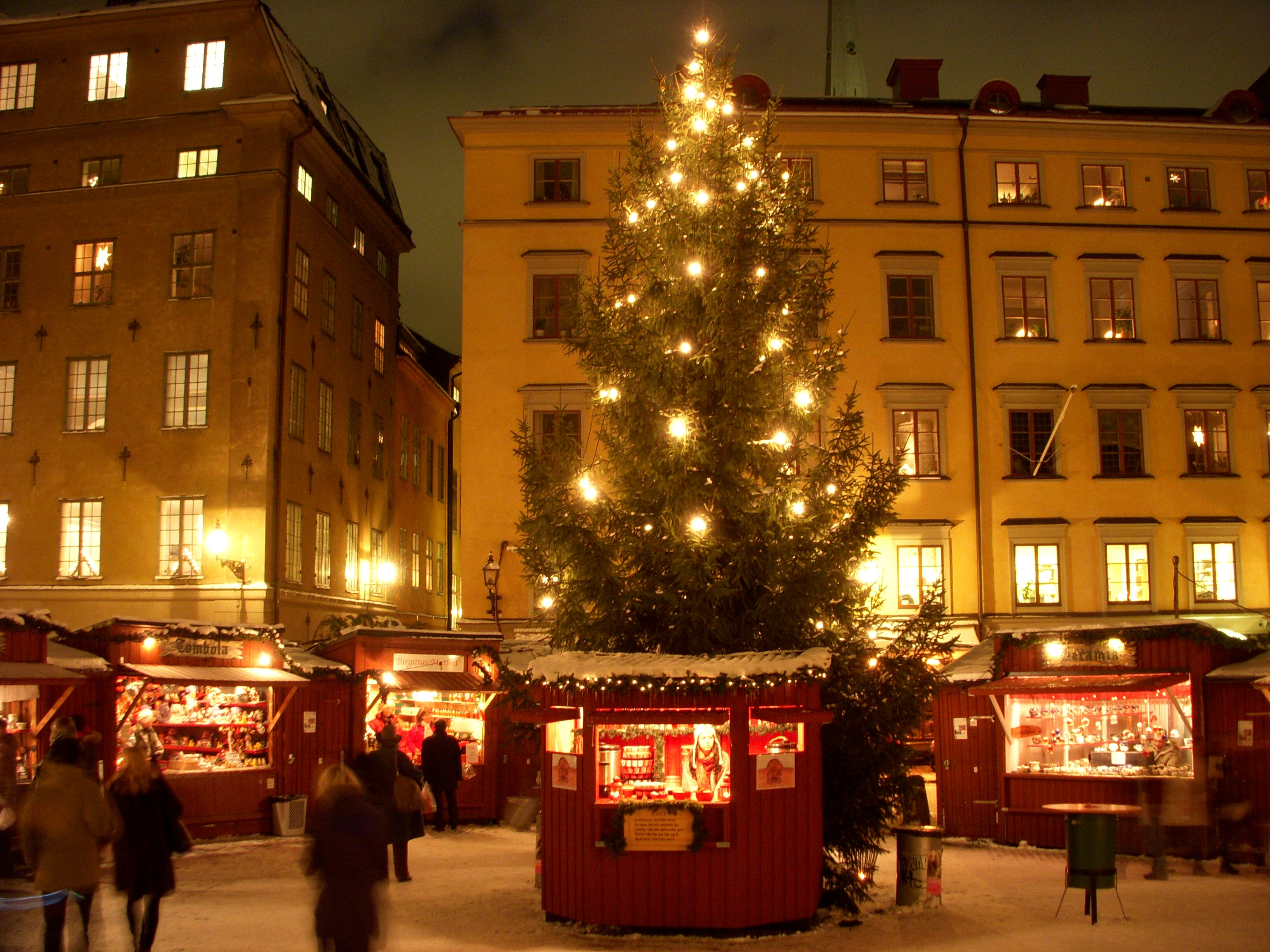
Weihnachtsmarkt
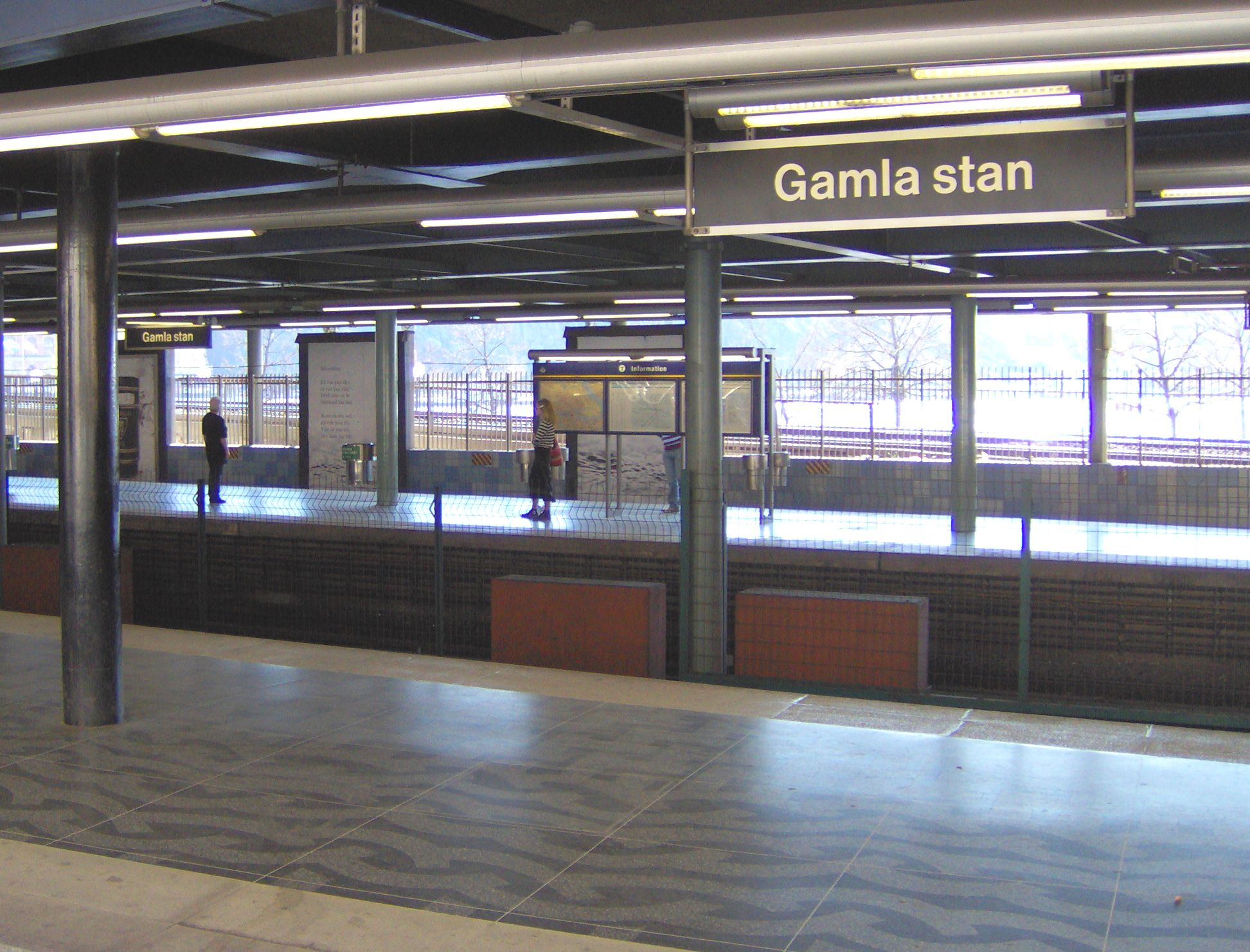
Die U-Bahn-Station

## Weitere Gebäude und Denkmäler auf Gamla Stan
- Axel Oxenstiernas Palast
- Bondesches Palais
- Riddarhuset
- Tessinsches Palais
- Obelisk am Slottsbacken
- Bågspännaren
- Evert-Taube-Statue
- Lars-Johan-Hierta-Denkmal
- Olaus-Petri-Denkmal
- Riddarholmsbroarna
- Sven Vintappares torg
- Sjöguden
- Statue Gustavs III.